# 진주강씨 산고재사
진주강씨 산고재사(晉州姜氏 山皐齋舍)는 경상북도 안동시 북후면 옹천리에 있다. 2017년 6월 21일 안동시의 문화유산 제111호로 지정되었다.